# Ricardo Mangas
Ricardo Luís Chaby Mangas (Olhão, 19 de março de 1998) é um futebolista português que joga atualmente no Sporting CP.

## Carreira
Mangas começou a sua formação futebolística em vários clubes amadores de Portugal, antes de ir para a academia do Benfica em 2010, onde foi colega do internacional português João Félix. Em 2016, foi emprestado por meio ano ao CD Tondela Sub-19. Na temporada 2016/17, ele fez quatro jogos pelo Benfica na Youth League. No verão de 2017, assinou com o Desportivo Aves, da Primeira Liga, mas foi emprestado ao SC Mirandela para a temporada 2017/18, onde conheceu Rui Borges, que o voltaria a treinar no Vitória SC e no Sporting CP.  Foi no Aves que se estreou na Primeira Liga, e conseguiu a Liga e a Taça Revelação pela equipa sub-23.
Em agosto de 2020, transferiu-se para o Boavista, onde se assumiu como jogador em ascensão. Em fevereiro de 2021, venceu o primeiro do Sindicato dos Jogadores de melhor jovem do mês. Fez 28 jogos e marcou quatro golos na sua temporada de estreia.
Na temporada 2021/22, rumou a França para representar o Girondinos de Bordéus, num empréstimo com compra obrigatória por cerca de 1.5 milhões de euros.  Após a experiência no futebol francês, o defesa esquerdino regressou ao Boavista em 2022 e arrancou para a melhor época de sempre, somado cinco golos e uma assistência em 32 jogos. 
No dia 4 de julho de 2023, Ricardo Mangas foi apresentado como reforço do Vitória SC, tendo sido uma das principais figuras do plantel nessa temporada. Em setembro de 2024, transferiu-se para o Spartak de Moscovo, num negócio a rondar os 2 milhões de euros. No momento da saída era o melhor marcador da equipa de Guimarães, com quatro golos em dez jogos e ainda duas assistências.
Após uma época na Rússia, regressa a Portugal para representar o Sporting. Estreou-se pelo clube no dia 8 de agosto, na primeira jornada do campeonato para substituir Maxi Araújo. No jogo seguinte, estreia-se a marcar, bisando na vitória do Sporting frente ao Arouca em casa.